# Capilla del Monte
Capilla del Monte är en ort i Argentina.   Den ligger i provinsen Córdoba, i den centrala delen av landet, 700 km nordväst om huvudstaden Buenos Aires. Capilla del Monte ligger 984 meter över havet och antalet invånare är 9 085.
Terrängen runt Capilla del Monte är huvudsakligen kuperad, men den allra närmaste omgivningen är platt. Capilla del Monte är det största samhället i trakten. 
Trakten runt Capilla del Monte består i huvudsak av gräsmarker. Runt Capilla del Monte är det ganska tätbefolkat, med 83 invånare per kvadratkilometer.